# بابلو فرانكو
بابلو فرانكو مارتين (بالإسبانية: Pablo Franco Martín)‏ هو مدرب كرة قدم إسباني، ولد في 11 يونيو 1980 في مدريد في إسبانيا.

## وصلات خارجية
- بابلو فرانكو على موقع قاعدة بيانات كرة القدم.إي يو (الإنجليزية)